# Danielle Bigata
Danielle Bigata (Bordéus, 1 de Maio de 1941) é uma pintora e escultora francesa.
Danielle nasceu a 1 de Maio de 1941, em Bordéus, na Gironda, sendo a única filha única de um casal de comerciantes. Aos 12 anos, quando pintou as primeiras obras a óleo, já havia decidido que seria pintora e escultora, e possivelmente exploradora. Os primeiros retratos imaginários representavam personagens étnicas: a jovem mexicana, a velha mulher maia, o velho africano. Executou a sua primeira escultura aos 16 anos de idade, na bacia de Arcachon – o homem saído do carvalho, com uma altura de 2 metros.
Aos 17 anos, enfrentando a proibição imposta pela família, expõe pela primeira em Piquey, a convite dos gerentes de um restaurante, vendendo todas as pinturas. Danielle aproveitou a oportunidade para pedir a emancipação, e tentar viver da sua arte. Entre 1958 e 1961 frequentou os cursos nocturnos de Belas Artes em Bordéus, trabalhando durante o dia numa série de empregos menores. Tendo obtido a confiança de algumas lojas de antiguidades, que lhe confiam as suas telas, lança-se no restauro de quadros. Apercebendo-se rapidamente da necessidade de uma verdadeira técnica para conseguir dominar esta arte, dirige-se em 1965 directamente para Roma, ao Instituto Central de Restauro, onde é integrada pelo director, aí permanecendo até 1969.
Em Roma, as obras dos grandes escultores fazer parte de sua vida diária. O Moisés de Miguel Ângelo, a dois passos de distância do Instituto, passa a ser sua visita diária. Entre 1970 e 1971 está em Paris, frequentando os bastidores do Olympia, do Bobino, os cafés dos teatros e os estúdios de Billancourt. Esta é a época dos retratos de artistas do show biz e do cinema. O seu objectivo era fazer uma exposição em Nova Iorque. Atingiu-o em 1972, expondo cinquenta retratos, de Michel Simon a Barbara, passando por Annie Cordy e Paul Meurisse.

## Formação
- 1958 - 1960 Belas Artes, em Bordéus
- 1965 - 1969 Instituto di Restauro di Roma - Itália
- 1977 - Estágio em Roma e Florença
- 1979 - Viagem de estudo a Gdansk e Varsóvia, na Polónia
- 1983 - Estágio em Roma
- 1987 - Viagem de estudo a Nova Iorque
- 1989-1991 - Estágios em Carrara e Pietrasanta - Itália
- 1996 - Viagem de estudo a Tengenenge, no Zimbabwe

## Livros publicados
- Todos os livros no site da artista

- 1992 - « Absolus » com Jean Vautrin et Alain Pujol, Éditions Opales ISBN 2-908799-08-1
- 2000 - « Akuna Matata » Éditions Opales ISBN 2-908799-50-2
- 2002 - « Bigatanes » Éditions Opales ISBN 2-908799-66-9
- 2006 - « Vies à Vies » Éditions Pleine Page et Opales ISBN 2-913406-32-7
- 2011 - «  Face à Faces » Éditions la Part des Anges ISBN 978-2-912882-34-9

## Encomendas oficiais e monumentos

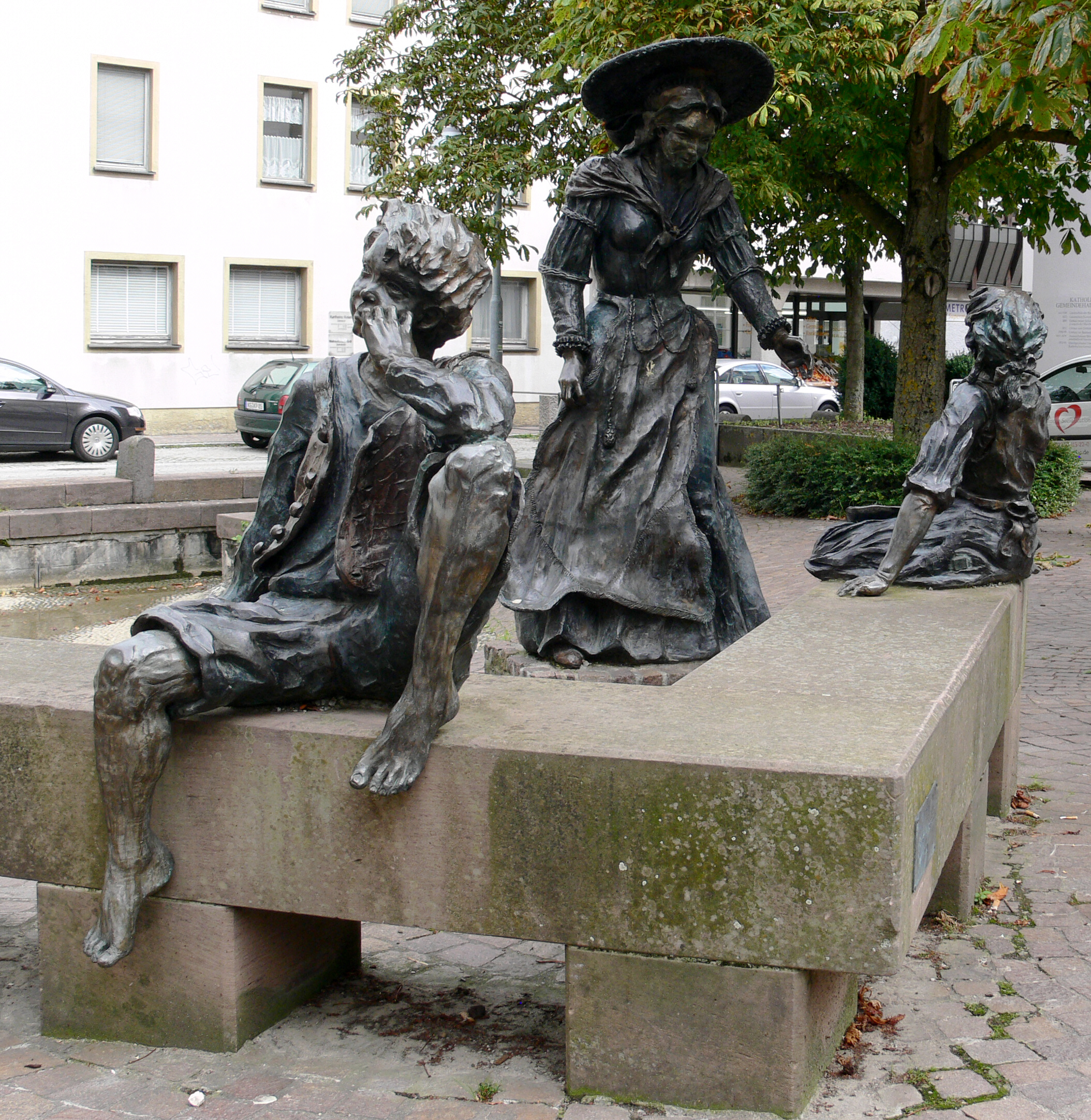
Scène de Village : Place de Biberach

- 1977 Gargouille : Musée de la Poste - Saint Macaire 33
- 1985 Spad 13 et Buste Commandant Marzac : Cazaux 33
- 1990 Bacchus : M. Guérard - Duhort Bachen 40
- 1990 -1991 Icare les racines du Ciel, marbre : Langon<
- 1993 La Carioca : Conseil Général de la Gironde - Bordeaux 33
- 1994 Scène de Village : Place de Biberach and der Riss - Allemagne

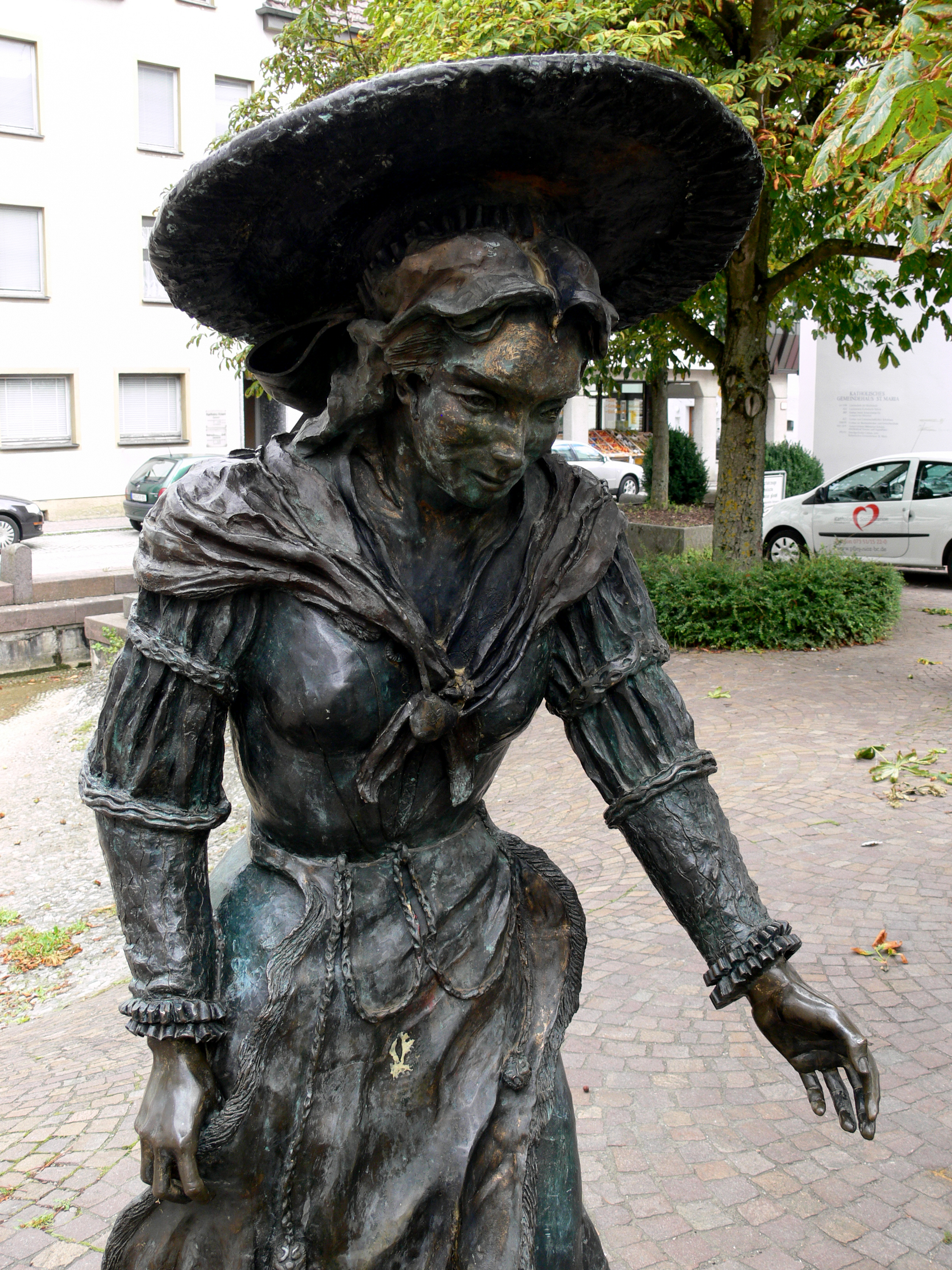
Scène de Village : Place de Biberach (detalhe)

- 1995 François Mauriac : Collège Saint-Symphorien 33- Buste Princesse Diane de Wurtemberg (Espagne), La Tragédie et la Comédie, L’enfant et la musique : T4S- Gradignan 33
- 1996 Caresse Sensuelle : Laboratoire Protidiet - Saucats 33
- 1997 Pèlerin de Compostelle, bronze : Gradignan
- 1998 GAÏA, Terre des Hommes, marbre : Gradignan
- 1999 Bacchus, bronze : Mairie de Saint-Emilion 33
- 2000 Ondin et la Source, fontaines – bronze : Langon 33
- 2000 Narcisse, source de l’eau blanche, marbre - Saucats
- 2001 Jeux d’enfants au Mur, bronze - Gradignan
- 2002 Guiseppe VERDI - Gradignan
- 2002 Aïda dansant - Théâtre des 4 Saisons - Gradignan
- 2003 Der Müller pour la Ville de Pfungstadt – Allemagne
- 2011 Musée Plein Air - Escale BIGATA –Gradignan[3]

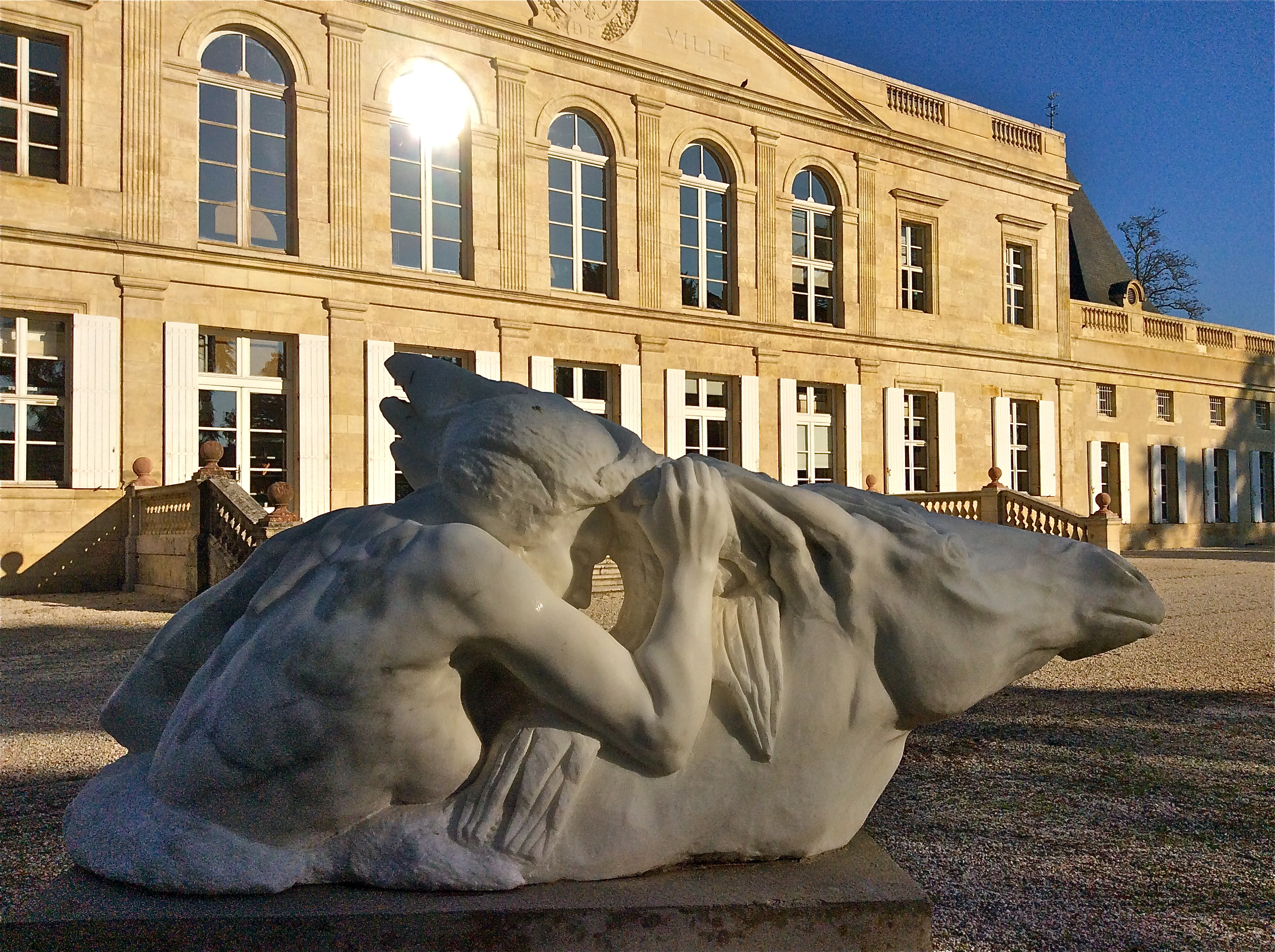
L'amazone-osmose, mármore branco, 1996

- 2015 Bacchante – serre – Gradignan

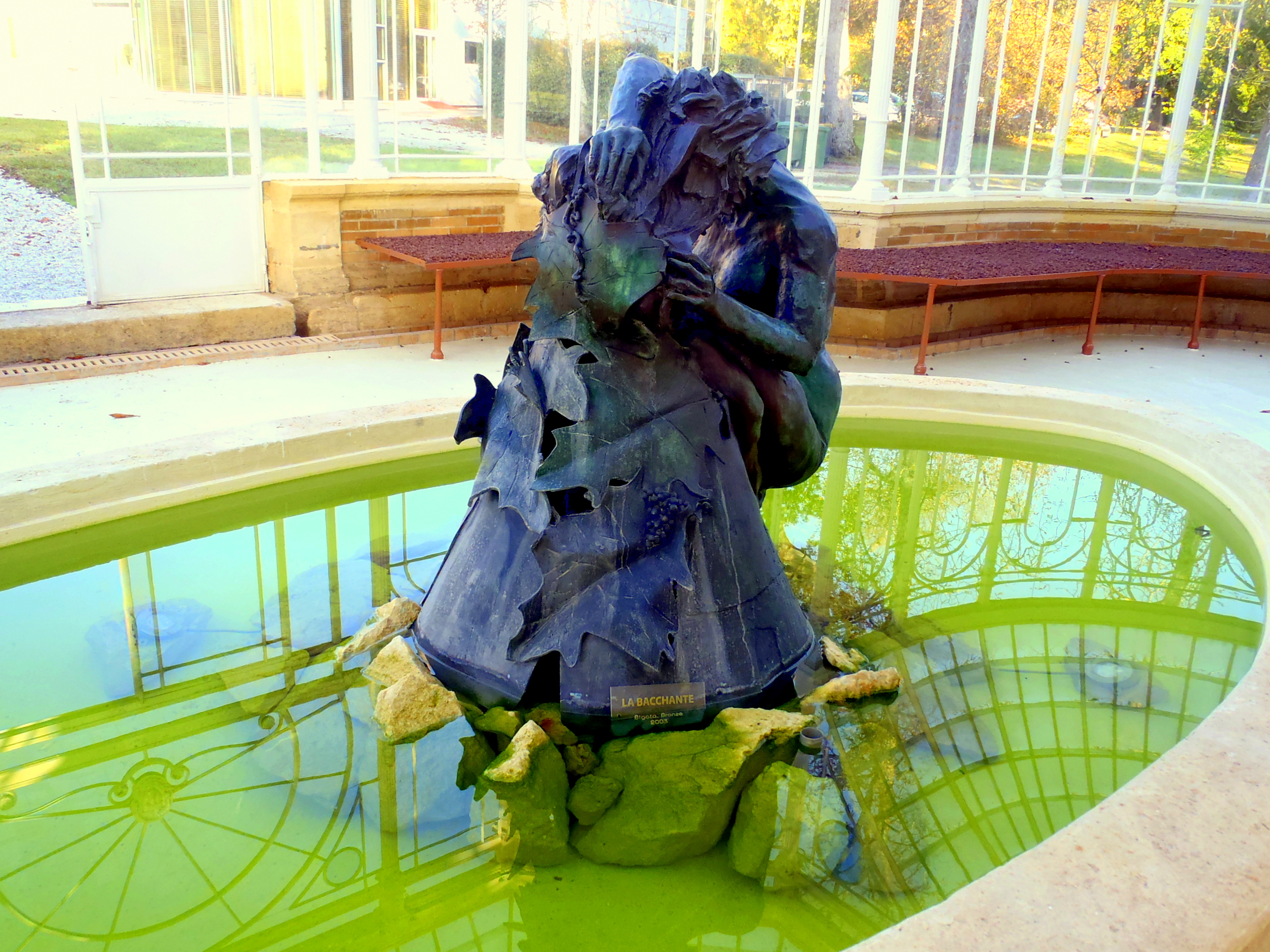
Bacante

- 2016 Oreste en proie aux furies – marbre - Gradignan
- 2017 Donation des œuvres pour  Création d’une Artothèque de sculptures à Gradignan.

## Principais exposições
- Forum des Arts d’Abzac -
- Ambassade de France - New York -
- IDDAC - Saint-Médard en Jalles
- Centre Culturel des Carmes – Langon
- Foire Internationale d’Ibiza - Baléares - Espagne
- Centre de la Pierre – Bordeaux
- Festival de France - Musée de Saumur
- Galerie Herouet & Galerie Arts Tournelles Paris 75
- Historisches Rathaus Pfungstadt - Allemagne
- Citadelle de Blaye : Couvent des Minimes
- Musée Marzelles de Marmande
- Talence en Fête – Château Peixotto – Sculptures en liberté
- Herzogindiane Altchausenschloss - Allemagne
- Festival International de Sculptures – Mont de Marsan - 40
- Vatican : III° Biennale d’Art Sacré : Volterra- Sienne – Rome[4]
- Saibam à Montréal- Invitée d'Honneur - Canada
- Ville de La Teste de Buch -33 - Invitée d'Honneur -
- Léognan en Arts - 33 - Invitée d'Honneur -
- Exposition Internationale de Saint Loubés 33 – Invitée d’honneur
- Exposition Internationale - Festivals des Jardins – Bordeaux
- La Coupole à Saint – Loubés - Rétrospective

## Premiações
- Mérite national Français
- Diplôme Arts Sciences et Lettres
- Prix Ville de Pessac 68 et 72
- Médaille d’Or de Saint Estèphe
- Médaille d’argent des Arts et Métiers Paris
- Médaille d’or Base Aérienne de Cazaux
- Grand Prix Départemental des Métiers d’ Art
- Grand prix de Sculpture de la ville de Bordeaux
- Médaille d'honneur de Beautiran
- Médaille d'Or du Rayonnement Universel de Montréal, Canada.
- Médaille d’or du Conseil général de la Gironde = pour l’ensemble de son œuvre